# Bella Hadid
Isabella Khair Hadid (n. 9 octombrie 1996, Washington, D.C., District of Columbia, SUA) este un fotomodel american. În 2016, a fost votată „Modelul anului” pe site-ul Models.com.